# Cipanas (Dukupuntang)
Cipanas is een bestuurslaag in het regentschap Cirebon van de provincie West-Java, Indonesië. Cipanas telt 4501 inwoners (volkstelling 2010).